# Tovomita grata
Tovomita grata är en tvåhjärtbladig växtart som beskrevs av Noel Yvri Sandwith. Tovomita grata ingår i släktet Tovomita och familjen Clusiaceae. Inga underarter finns listade i Catalogue of Life.